# Monogramma acrocarpa
Monogramma acrocarpa är en kantbräkenväxtart som först beskrevs av Holtt., och fick sitt nu gällande namn av D. L. Jones. Monogramma acrocarpa ingår i släktet Monogramma och familjen Pteridaceae. Inga underarter finns listade.